# Церква Архистратига Михаїла (Стара Жадова)
Церква Архистратига Михаїла — дерев'яна церква збудована в 1804 (або 1806) році в селі Стара Жадова Сторожинецького району Чернівецької області.

## Архітектура
Церква дерев'яна на кам'яному фундаменті, тризрубна. У плані має характерні для архаїчних будівель прямокутні бабинець і трохи ширший неф і грановану апсиду, завершена над Навою одним верхом (перехідний тип від хатнього типу до одноверхих дерев'яних церков). Вівтар гранчастий в плані, з півдня має прибудовану муровану ризницю. До бабинця з півдня прилягає великий дерев'яний присінок, зовнішні стіни оббиті тесом. Вікна в стінах церкви малих розмірів (крім у ризниці).
Дзвіниця також дерев'яна, двоярусна з прибудовою, розташована з південного заходу від церкви. Примітно, що церква була постійно чинною. Ця Михайлівська церква — єдина пам'ятка Сторожинецького району, яка потрапила до переліку архітектурних пам'яток України загальнодержавного значення.   

## Галерея

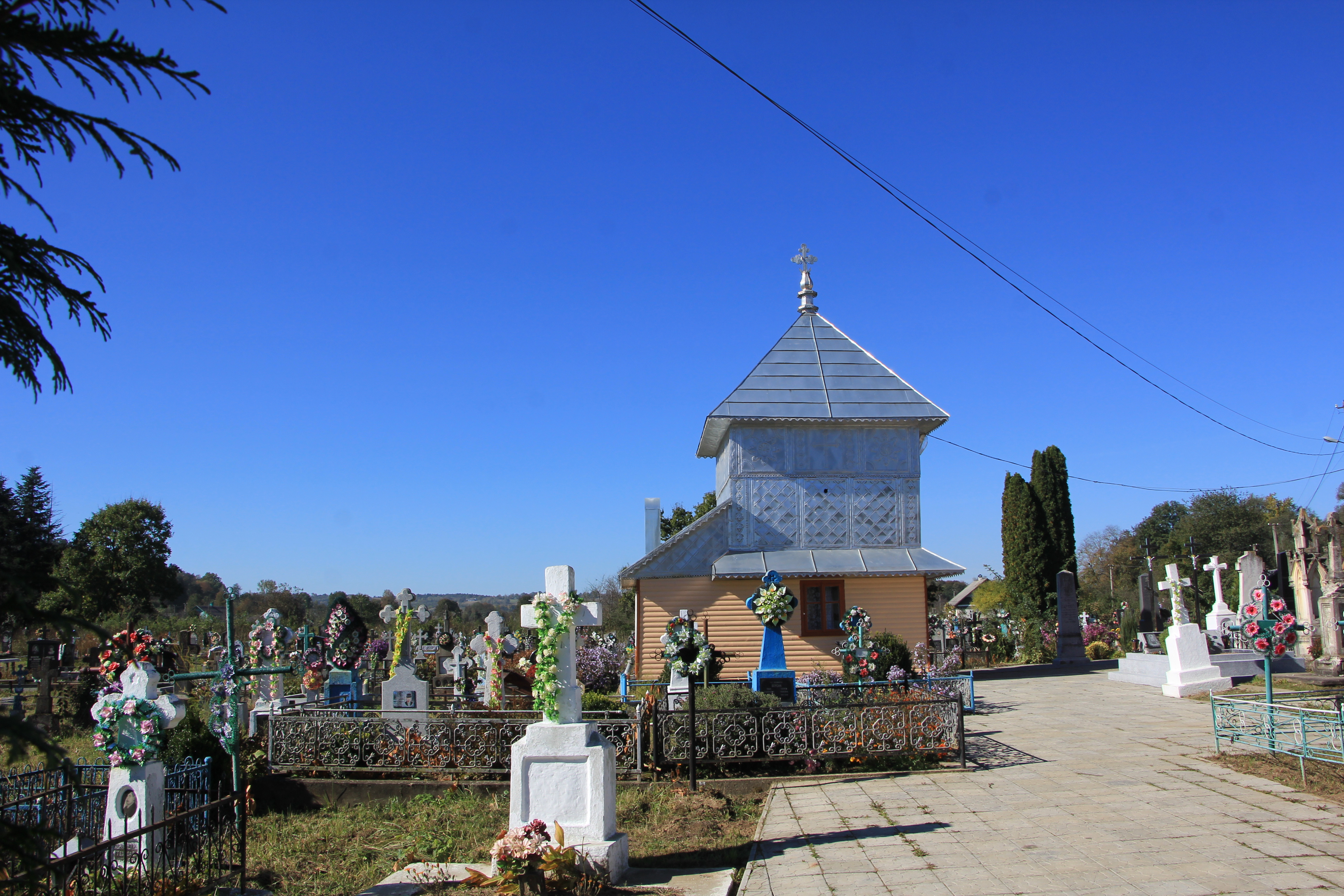
Дзвіниця
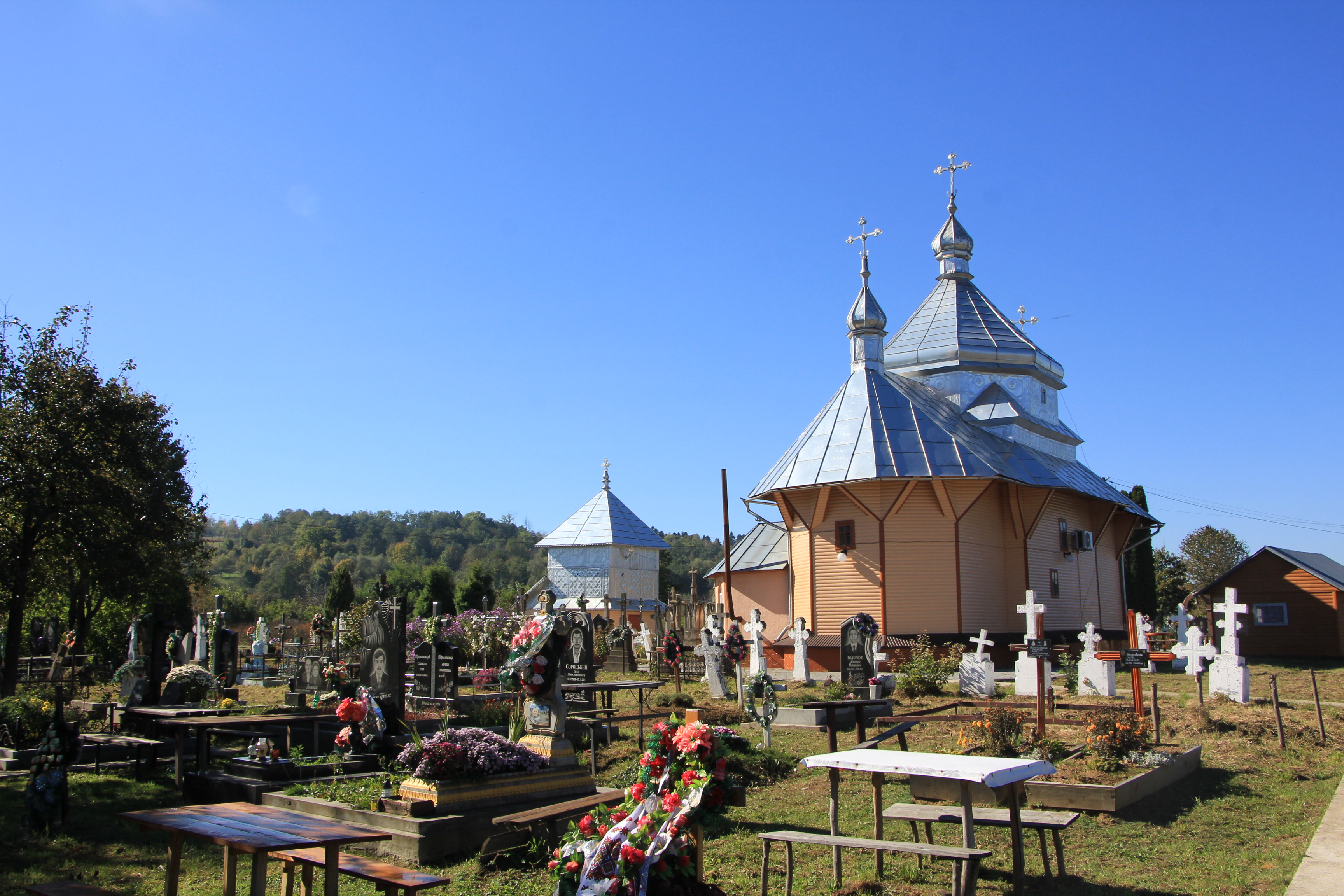
Цвинтар